# Thomas Holtzmann
Pour les articles homonymes, voir Holtzmann.
Thomas Holtzmann (né le 1er avril 1927, mort le 4 janvier 2013) est un acteur allemand de théâtre, cinéma et de télévision.

## Biographie
Thomas Holtzmann commence sa carrière au théâtre dans les années 1950, se produisant à Berlin, Vienne et Munich. Il débute au cinéma en 1955, et apparaît par la suite dans de nombreux téléfilms.

## Carrière
Thomas Holtzmann étudie les sciences théâtrales à Munich. Auparavant, il a suivi des cours de théâtre privés pendant ses études. À l'Ateliertheater de Munich, il joue son premier grand rôle en incarnant Jason dans Médée de Jean Anouilh. Fort de cette expérience, il joue ensuite à Schleswig, Nuremberg, Sarrebruck et Cologne.
En 1959, Thomas Holtzmann célèbre son premier succès au Schillertheater de Berlin dans la pièce Zoo Story d'Edward Albee. En 1961, il fait sa percée théâtrale avec Le Prince de Hombourg de Heinrich von Kleist sous la direction du réalisateur Boleslaw Barlog. La même année, il retourne dans sa ville natale, Munich, et travaille avec Fritz Kortner. Il rejoint ensuite la troupe du Burgtheater de Vienne.
Dans les années 1970, Thomas Holzmann joue essentiellement au Schauspielhaus de Hambourg. De 1977 à 2001, il est membre de la troupe du Kammerspiele de Munich. Ses grands succès à cette époque sont dans le rôle de Malvolio dans La Nuit des rois de William Shakespeare et sa performance dans En attendant Godot de Samuel Beckett.
Thomas Holtzmann tourne peu de films, mais est présent, dès 1955, à la télévision. Il se fait connaître d’un large public lors de ses participations à des séries télévisées telles Der Kommissar, Derrick, Le Renard.
Durant ses dernières années, il est essentiellement narrateur de livres audio et participe à des pièces radiophoniques. Il fait sa dernière apparition publique le 27 février 2010 à Munich au théâtre Cuvilliés.

## Théâtre (sélection)
Kammerspiele de Munich
- 1966/67 Cautio Criminalis de Wolfgang Lohmeyer, le père Friedrich Spee von Langenfeld
- 1977/78 Erdgeist/Die Büchse der Pandora (Drame) de Frank Wedekind, Dr. Ludwig Schön
- 1977/78 La Mouette d’Anton Tchekov, Boris AleksejewitschTrigorin
- 1978/79 Der Totentanz d’August Strindberg, Kurt
- 1979/80 La Nuit des rois de William Shakespeare, Malvolio
- 1980/81 Aus der Fremde d’Ernst Jandl
- 1980/81 Iphigénie en Tauride de Johann Wolfgang von Goethe, Thoas
- 1980/81 Léonce et Lena de Georg Büchner, le roi Peter
- 1980/81 Gertrud de Hjalmar Söderberg, Gustav Kanning
- 1981/82 Merlin ou la terre dévastée (Merlin oder Das wüste Land) de Tankred Dorst, le roi Artus
- 1982/83 Der Snob de Carl Sternheim, Aloysius Palen
- 1982/83 Judith de Friedrich Hebbel, Holpherne
- 1983/84 Der neue Prozess (Le nouveau Processus) de Peter Weiss, le directeur
- 1983/84 En attendant Godot de Samuel Beckett, Vladimir
- 1984/85 Torquato Tasso de Johann Wolfgang von Goethe, Antonio Montecatino
- 1984/85 Don Carlos de Friedrich Schiller, Le Grand Inquisiteur
- 1985/86 Troïlus et Cressida de William Shakespeare, Agamemnon
- 1985/86 Le retour d’Harold Pinter, Max
- 1986/87 Phèdre de Jean Racine, Thesée
- 1987/88 Dans la solitude des champs de coton de Bernard-Marie Koltès, le client
- 1987/88 Frauen vor Flusslandschaften de Heinrich Böll, Herman Wubler
- 1989/90 Karlos de Tankred Dorst, le roi Felipe
- 1990/91 Love Letters de A. R. Gurney, Andrew Macpeace
- 1991/92 Le Roi Lear de William Shakespeare, le comte de Gloucester
- 1992/93 Les Perses d’après Eschyle de Mattias Braun, le gouverneur
- 1993/94 La Tempête de William Shakespeare, Prospéro
- 1995/96 Letzter Gast de Herbert Achternbusch, Paul
- 1996/97 Les Aventures d’Alice au pays des merveilles de Lewis Carroll, le chevalier blanc
- 1997/98 Der Schein trügt de Thomas Bernhard, Robert, un vieil acteur

## Filmographie partielle
- 1955 : Geliebte Feindin
- 1959 : Unser Wunderland bei Nacht (de)
- 1960 : Qui êtes-vous, Monsieur Sorge ? d'Yves Ciampi
- 1962 : Le Procès d'Orson Welles
- 1966 : Mes funérailles à Berlin
- 1969 : Der Kommissar – Auf dem Stundenplan : Mord (série)
- 1969 : Michael Kohlhaas
- 1977 : Derrick - Via Bangkok (Série)[8]
- 1978 : Derrick - Steins Tochter (Actes d’amour)
- 1980 : Le Renard - Morddrohung (série)
- 1981 : Derrick - Kein Garten Eden (Pas d’Eden)
- 1983 : Le Renard - Auf Leben und Tod
- 1985 : Le Renard - Eine Tote auf Safari
- 1990 : Cafe Europa
- 1991 : Derrick - Offener Fall (Le virus de l’argent)
- 1992 : Schtonk !

## Distinctions
- 1989 : Prix Fritz Kortner[9] du magazine Theater heute
- 1999 : Ordre bavarois de Maximilien pour la science et l’art (Bayerischer Maximiliansorden für Wissenschaft und Kunst)[10]
- 2003 : Prix de la critique allemande (Deutscher Kritikerpreis)[11]
- 2003 : Pièce commémorative d’or de la ville de Munich (Goldene Ehrenmünze der Landeshauptstadt München)[12]
- 2009 : Ordre du Mérite de la République fédérale d’Allemagne (Bundesverdienstkreuz)[5]